# SV 1902 Köthen
Maillots
Le SV 02 Köthen est un club allemand de football localisé dans la ville à Köthen, dans la Saxe-Anhalt.
Jusqu’en 1927, le club s’appelle SV Cöthen 02 selon ce qui était jusqu’alors l’orthographe du nom de la ville. Il est dissous après la Seconde Guerre mondiale.

## Histoire
Le club est fondé en 1902. Il joue alors dans la Gau (région) Anhalt, de la Verband Middeldeutscher Fussball-Vereine (VMBV).
De 1909 à 1911 en football, le cercle est champion de région et se qualifie pour le tour final de la VMBV. Mais il est à chaque fois éliminé, de manière assez nette, par les favoris que sont les FC Germania Mittweida, VfB Leipzig et FC Wacker Halle.
Lors de la saison 1913-1914, le SV Cöthen 02 remporte une nouvelle fois le titre de la Gau (région) Anhalt. Lors du tour final, il s’impose pour la première fois (7-0) contre Germania Halberstadt mais s’incline (6-2) au tour suivant contre le Cricket-Viktoria Magdeburg.
En 1917, le club cause la sensation en éliminant le tenant du titre de la VMBV, le FC Eintracht 04 Leipzig, lors du premier tour. Cöthen 02 poursuit en battant le SV Victoria 96 Magdebourg et se qualifie pour la première fois pour les demi-finales du Championnat d’Allemagne centrale. À ce niveau, il  n’y eut pas de miracle, le Hallescher FC 1896 s’avéra un trop gros morceau (défaite 5-1).
Le SV Cöthen 02 participe encore au tour final de la VMBV en 1918 mais est sorti dès le premier tour par le VfB Leipzig.
Après quelques saisons, le club revient au tour final en 1924 et 1925, mais il est à nouveau éliminé au premier tour, d’abord par le FC Fortuna Magdeburg, puis par le Cricket-Viktoria Magdeburg.
Le SV Cöthen 02 adapte son nom au changement d’orthographe de sa ville en 1927, et devint le SV Köthen 02, mais il ne joue plus les premiers rôles.
Dès leur arrivée au pouvoir, en 1933, les Nazis réforment les compétitions de football et créèrent les Gauligen. Le SV Cöthen 02 n’accède jamais à la Gauliga Mitte qui chapeaute sa région.
En 1945, le club est dissous par les Alliés, comme tous les clubs et associations allemands (voir Directive n°23). Contrairement à son rival local du Cöthener FC Germania 03, il n'est jamais reconstitué.

## Palmarès
- Champion de la Gau (région) Anhalt : 1910, 1911, 1912, 1914, 1917, 1918, 1924, 1925.

## Sources et Liens externes
- Hardy Grüne (2001): Vereinslexikon. Enzyklopädie des deutschen Ligafußballs. Band 7. Kassel: AGON Sportverlag,  (ISBN 3-89784-147-9).
- Archives des ligues allemandes depuis 1903
- Base de données du football allemand
- Site de la Fédération allemande de football